# ИКОНОС
ИКОНОС је комерцијални систем сателита за снимање Земље. Познат је по томе што је први понудио снимке високе резолуције, која је износила од 1 - 4 m, и то и мултиспектралне и панхроматске снимке. У Њујорк тајмсу је о овом систему писало: „Ово је један од најзначајнијих производа у историји свемирске ере“. Назив система потиче од грчке речи eikōn, што значи слика.

## Карактеристике

### Сателит
ИКОНОС је троосно стабилизован сателит, кога је пројектовао Локид Мартин. Дизајн је касније постао познат као сателитски систем LM900. Положај сателита мери се помоћу два звездана система за праћење и сунчевог сензора, који контролишу четири реакциона кола; информације о локацији добијају се помоћу ГПС пријемника. Трајање мисије сателита је 7 година; S/C димензије сателита су 1.83 m x 1.57 m (хексагонална конфигурација); S/C маса је 817 kg; снага од 1.5 kW обезбеђује се помоћу три соларне батерије.
Сателитски систем LM900 јесте троосно стабилизован, али је дизајниран да носи научне системе у LEO орбитама. То омогућава прецизно постављање на ултра стабилној високо агилној платформи. Системи за бројне научне примене и примене у даљинској детекцији могу се састојати из ласерских сензора, фотоптичких сензора, радара, електрооптичких и астрономских сензора, као и планетарних сензора. Систем LM900 потиче од хардвера из сателита Иридијум, који је основа овог система.

### Просторна резолуција
- 0.8  панхроматска
- 4  мултиспектрална
- 1  побољшана панхроматска

### Спектрална резолуција
| Канал         | Панхроматска | Мултиспектрална |
| ------------- | ------------ | --------------- |
| 1 (плави)     | 0.45—0.90 µm   | 0.445-0.516     |
| 2 (зелени)    | *            | 0.506-0.595     |
| 3 (црвени)    | *            | 0.632-0.698     |
| 4 (блиски ИР) | *            | 0.757-0.853     |